# Lasiopogon gabrieli
Lasiopogon gabrieli là một loài ruồi trong họ Asilidae. Lasiopogon gabrieli được Cole & Wilcox miêu tả năm 1938. Loài này phân bố ở vùng Tân Bắc giới.